# گریفین متیوز
گریفین متیوز (انگلیسی: Griffin Matthews؛ زادهٔ ۱۹۸۱/۱۹۸۲ (۴۲–۴۳ سال) ) بازیگر، نویسنده و کارگردان است.
از فیلم‌ها یا برنامه‌های تلویزیونی که وی در آن نقش داشته است می‌توان به مکان من یا تو اشاره کرد.